# Richard Williams (animateur)
 (août 2019).
Si vous disposez d'ouvrages ou d'articles de référence ou si vous connaissez des sites web de qualité traitant du thème abordé ici, merci de compléter l'article en donnant les références utiles à sa vérifiabilité et en les liant à la section « Notes et références ».
Pour les articles homonymes, voir Richard Williams et Williams.
Richard Edmund Williams, né le 19 mars 1933 à Toronto (Canada) et mort le 16 août 2019 à Bristol (Royaume-Uni), est un animateur, réalisateur d'animation et producteur d'animation canadien.
Particulièrement connu pour son travail de réalisateur à l'animation dans Qui veut la peau de Roger Rabbit et pour son inachevé Le Voleur et le Cordonnier, Richard Williams a aussi fait la conceptualisation des introductions animées dans les films Quoi de neuf, Pussycat? (1965) et La Charge de la brigade légère (1968). Il a animé le personnage de la panthère rose dans Quand la panthère rose s'emmêle (1976).

## Biographie
Richard Williams est le neveu de Ken Bell.

### Carrière
Richard Williams commence son travail dans le domaine de l'animation à l'UPA (United Production of America) fin des années 1940, où il côtoie plusieurs artistes notables de l'âge d'or de l'animation américaine tels que Chuck Jones, Ken Harris, Milt Kahl et Art Babbitt. En 1955, il déménage en Espagne et en 1958, son film The Little Island (en) est nommé par la British Academy of Film and Television Arts (BAFTA).
En 1971, A Christmas Carol, pour lequel il fut réalisateur, remporte un Oscar du cinéma, il passe ensuite au long-métrage Raggedy Ann & Andy: A Musical Adventure (1977) (d'après les poupées créées par Johnny Gruelle), avant de travailler sur Ziggy's Gift (en) (1982), qui remportera un Emmy. En 1988, il est directeur de l'animation pour Qui veut la peau de Roger Rabbit, lui faisant remporter deux Oscars.

### Films
(août 2019).
- Si vous ne connaissez pas le sujet, laissez ce bandeau (vous pouvez alors contacter les auteurs).
- Si vous supprimez le contenu mis en cause (vous pouvez préalablement contacter les auteurs),

argumentez précisément cette suppression dans la page de discussion
(un manque de référence n'est pas un argument ; une recherche réelle de référence doit avoir été effectuée, être formellement documentée).
Sur le film Qui veut la peau de Roger Rabbit, il partageait la casquette de réalisateur avec Robert Zemeckis (prises de vues réelles), étant pour sa part chargé de l'animation.
Richard Williams est aussi le réalisateur du malchanceux Le Voleur et le Cordonnier, long-métrage d'animation produit à l'époque par Miramax.
Selon la version officielle, l'œuvre ayant été endommagée avant d'être totalement apte à la diffusion (plusieurs fragments égarés en Corée), le grand public n'a jamais pu profiter du film.
La version officieuse dit que le film n'ayant pas respecté le code éthique établi par les grandes majors américaines, ces dernières auraient fait pression sur les cinémas voulant projeter ce film, sous peine de ne pas leur donner les droits de diffusion des prochains films Disney.
La Société Disney a récupéré les droits de l'œuvre, profitant au passage pour copier le design des personnages et les décors (on pense notamment à son Aladdin).
Actuellement aucun moyen de la part des dirigeants de Walt Disney Company n'a été mis en œuvre afin d'assurer une véritable restauration du film et son éventuelle diffusion. Toutefois, après Roy Edward Disney, qui montra un intérêt pour le projet, c'est aujourd'hui au tour de Don Hahn de laisser la porte ouverte à une éventuelle restauration (les dernières nouvelles à ce sujet datant de 2006).
Des séquences de mauvaise qualité de Le Voleur et le Cordonnier circulent çà et là sur le net (comme sur YouTube), ainsi qu'une version reconstituée à partir du scénarimage original connue sous le titre The Thief and the Cobbler: Recobbled Cut tentant de reproduire l'œuvre telle que vue à l'origine par l'auteur, ceci par l'intermédiaire de tests d'animation, de rendus finaux, d'images clés et de simples dessins issus du scénarimage.
Richard Williams est mort d'un cancer.

## Écrits
Richard Williams est l'auteur du livre intitulé Techniques d'animation pour le dessin animé, l'animation 3D et le jeu vidéo (en) (The Animator's Survival Kit), considéré par beaucoup d'apprentis-animateurs comme la bible de l'animation.